# Phyllis Gardner

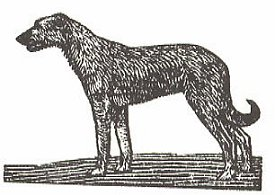
Holzschnitt von Phyllis Gardner, 1931

Phyllis Gardner (* 6. Oktober 1890 in Cambridge; † 1939 in Maidenhead) war eine englische Künstlerin, Illustratorin, Autorin, Hundezüchterin und zeitweilige Geliebte des Dichters Rupert Brooke.

## Leben
Phyllis Gardner wurde als ältestes von drei Kindern des englischen Archäologen Arthur Gardner und Lady Mary Gardner (geb. Mary Wilson) aus der irischen Familie der Mac Dermotts of Coolavin geboren. Ihre Eltern lebten in Athen, wo Arthur Gardner als Direktor der British School of Archaeology arbeitete; ihre Mutter kehrte jedoch für die Geburt ihrer Tochter nach England zurück. Nach Phyllis’ Geburt lebte die Familie bis 1896 in Griechenland und zog danach nach London, wo Arthur Gardner eine Professur für Archäologie am University College London erhielt. Wenig später zog die Familie aufs Land nach Tadworth in Surrey, wo 1900 Phyllis’ Schwester Delphis und 1902 ihr Bruder Christopher geboren wurden. Neben dem normalen Schulstoff lernten die Kinder auch Altgriechisch, das ihre Eltern in der Familie als Umgangssprache benutzten.
1908 trat Phyllis Gardner in die Slade School of Fine Art ein, wo sie unter anderen mit Isaac Rosenberg, Stanley Spencer, Dora Carrington und Mark Gertler zusammentraf. Über ihre Kommilitonin Gwen Raverat machte sie 1911 Bekanntschaft mit Rupert Brooke, in den sie sich verliebte. Es kam zwischen Gardner und Brooke allerdings bald zu Konflikten, da Brooke ein Anhänger sexueller Befreiung war und eine offene Beziehung forderte, was für Gardner unakzeptabel war. Zwischen 1911 und 1914 kam es immer wieder zu Treffen und auch zu regem Briefwechsel, in dem Gardner Brooke ihre Liebe versicherte und ihre Hoffnung auf eine stabilere Beziehung ausdrückte. Die Liaison endete mit Brookes Tod an Blutvergiftung 1915. Der Briefwechsel sowie Phyllis Gardners Aufzeichnungen über die Beziehung befinden sich in der British Library und wurden 2000 zur Einsicht freigegeben.
Nach 1918 zog die Familie mehrmals um, siedelte sich jedoch Mitte der 1920er Jahre in Maidenhead an, wo Phyllis und Delphis Gardner den Verlag Asphodel Press gründeten, in dem sie ihre eigenen Werke und die Werke anderer Künstler publizierten. Neben ihrer künstlerischen und publizistischen Tätigkeit betätigte Phyllis Gardner sich ab Ende der 1920er Jahre auch als erfolgreiche Züchterin von Irischen Wolfshunden (Zuchtname Coolafin) und publizierte 1931 eine mit ihren Holzschnitten illustrierte Monografie zur Geschichte dieser Hunderasse.
Phyllis Gardner blieb zeitlebens unverheiratet. Sie starb 1939 im Alter von 48 Jahren an Brustkrebs. Ihre Mutter war 1936 gestorben, ihr Vater starb 1940 zehn Monate nach ihr. Delphis und Christopher Gardner, die beide ebenfalls zeitlebens ledig blieben, zogen 1949 nach Curracloe in der Grafschaft Wexford in Irland. Dort starb Delphis Gardner 1959, Christopher Gardner 1968.

## Publikationen (Auswahl)
- Stanley Casson: Rupert Brooke and Skyros, E. Mathews, London 1921 (als Illustratorin)
- The Irish Wolfhound: A Short Historical Sketch, Dundalgan Press, Dundalgan 1931. Neuauflage 1981, ISBN 0-85221-104-X.
- Delphis Gardner: The Latin Writings of Saint Patrick. Being his Confession and the Epistle to Coroticus. 2 Bände, Asphodel Press, Maidenhead 1932 (als Illustratorin)
- Alice Brand: the ballad sung by Allan the Minstrel, in 'The Lady of the Lake'. Asphodel Press, Maidenhead 1932 (als Illustratorin, mit Delphis Gardner)
- Mit Delphis Gardner: Some Great Irish Greyhounds and Wolfdogs from the Past. Irish Wolfhound Club of Ireland, Dublin 2001 (posthum)